# Božena Mačingová
Božena Mačingová (született: Etela Božena Čonková, álnevek: Božena Bourová, Teta Betka, Teta Božena; Kassa, 1922. június 2. – Kassa, 2017. november 23.) szlovák író, rádió- és televíziós dramaturg, publicista.

## Élete
Tipográfus családban született, az apja nyomdában dolgozott. 1933-tól 1937-ig Kassán tanult népi és polgári iskolában. 1937 és 1938 között ügyvédi irodában tisztviselőként dolgozott, 1939-ben költözött Eperjesbe, majd később Nagysárosra. 1950-ben visszatért Kassára, és ott dolgozott a keleti szlovák malmoknál, mint írnok. 1952-től a Csehszlovák Rádió kassai rádióstúdiójának szerkesztője és dramaturgja. 1955-ben megalapította a Kassa Ifjúsági Könyvtárban a Gyerekkönyvek hétvégi eseményének hagyományát. A Szlovák Írók Szövetsége, az Irodalmi Alap aktív tagja volt.
Házasságot kötött, három gyermeke született, a legidősebb fia, Václav Děčínben és Odesszában tanult, és tengerészkapitány lett, Dana lánya újságíró lett, Péter fia sebészként dolgozott.

## Munkássága
Munkájában a gyermekek és fiatalok számára írt könyveket, rádió- és televíziós drámákat, valamint újságírással foglalkozott. A műveit 1945-től jelentette meg. Meséket, regényeket és novellákat írt. A történeteiben célzott didaktikai szándékkal arra törekedett, hogy megmutassa a gyermekeknek az örök emberi értékeket. Közvetítse az erkölcsi értékeket az emberi tulajdonságokkal felruházott állati hősök kalandjaiban.

## Művei

### Gyermekek és fiatalok számára
- Šibalstvá mravčeka Štipka (1947) Štipka hangya baja
- Lapajove dobrodružstvá (1947) Lapaj kalandjai
- Kuk opička medzi ľuďmi (1948) Kuk majom az emberek között
- Gaštanko a Gaštaník (1948) Gesztenyefiú és Gesztenyelány
- Príhody ježka Pichliačika (1949) Pichliačik sündisznó kalandjai
- Bosí hrdinovia (1949) Mezítlábas hősök
- Plechové srdiečka (1953) Ónszív
- Najkrajší dar. Príbehy spod Dargova (1962) A legszebb ajándék. Történetek Dargov alól
- Danuška (1962)
- Taký veľký deň (1968) Olyan nagy nap
- Betka a Veterné mesto (1983) Betka és a szeles város
- Barborka a jej babka Robotka – Barborka és a nagyanyja, Robotka

### Dráma felnőtteknek
- Čarovný lampáš (1949) Varázslámpa
- Redaktorka (1960) A szerkesztő
- Život nie je rieka (1969) Az  élet nem folyó
- Cesta do neba (1972) Út a mennybe
- Španielčina (1973) A spanyol
- Mamutie metly (1976) Mamutseprű

## Díjai, elismerései
- Nagysáros város díszpolgára (1998)
- Kassa város díja (1997)

## Fordítás
- Ez a szócikk részben vagy egészben  a   Božena Mačingová  című szlovák Wikipédia-szócikk ezen változatának fordításán alapul.  Az eredeti cikk szerkesztőit annak laptörténete sorolja fel. Ez a jelzés csupán a megfogalmazás eredetét és a szerzői jogokat jelzi, nem szolgál a cikkben szereplő információk forrásmegjelöléseként.